# Substituiri (Star Trek: Voyager)
„Substituiri” (titlu original: „Displaced”) este al 24-lea episod din al treilea sezon al serialului TV american științifico-fantastic Star Trek: Voyager și al 66-lea în total. A avut premiera la 7 mai 1997 pe canalul UPN.

## Prezentare
Membrii echipajului sunt înlocuiți unul câte unul cu extratereștri dintr-o rasă necunoscută.

## Actori ocazionali
- Kenneth Tigar - Dammar
- James Noah - Rislan
- Mark L. Taylor - Jarlath
- Nancy Youngblut - Taleen
- Zach LeBeau - Ens. Larson
- Deborah Levin - Ens. Lang